# Мамурет-уль-Азіз (вілаєт)
38°40′00″ пн. ш. 39°13′00″ сх. д. / 38.666666666667° пн. ш. 39.216666666667° сх. д.
Вілаєт Мамурет-уль-Азіз (осман. ولايت معمورة العزيز‎) — вілаєт Османської імперії, що розташовувався між верхів'я річок Евфрат та Мурат. Утворений 1879 року з частини Діярбекірського віялету з площею 37.850 км². У 1923 році увійшов до складу Турецької республіки.

## Історія
У 1879 році санджак Елязиг було виокремлено з вілаєту Діярбекіру й перетворено на вілаєт Мамурет-уль-Азіз. Адміністративний центр розташовувався в Елязигі. Назву отримано на честь султана Абдул-Азіза, що у 1866 році перетворив село Елязиг на місто, змінивши ім'я з Елязиг на Мамурет-уль-Азіз. У 1886 році до нього увійшов вілаєт Дерсім.
У 1895—1896 роках у містах вілаєту відбулася різанина вірменського населення, влаштована курдами та підтримана урядом. Султан намагався стравити між собою християн та курдів. У 1905—1907 роках Мамурет-уль-Азіз був центром спротиву султану Абул-Гаміду II: турки виступали за повернення Конституції 1876 року та зменшення податків, а курди, християни та шиїти за збереження своїх прав та майно. У 1908 році населення вілаєту підтримало Молодотурецьку революцію.
Під час Першої світової війни заза та вірмени відмовлялися вступати до османського війська, підтримуючи Російську імперію, особливо з 1916 року. Це викликало репресії з боку султанського уряду. У 1919 році після поразки імперії у війні з Антантою поширився курдський рух за незалежність. Його було =придушено турецькими націоналістами на чолі із Мустафою Кемалем у 1922—1923 роках. За Лозаннським мирним договором землі колишнього вілаєту увійшли до Турецької республіки, що було порушенням обіцянок Великої Британії та Франції створити незалежний Курдистан.
У 1923 році перетворено на провінції Елязиг, Малатья, Тунджелі.

## Структура
Складався з 3 санджаків:
- санджак Мамурет-уль-Азіз мав 4 кази: Мамурет-уль-Азіз, Кемаліє, Арапгир, Пютюрге.
- санджак Малатья — 5 кази: Малатья, Бесні, Адияман, Кяхта, Акчадаг.
- Дерсімський санджак — 7 кази: Хозат, Тунджелі, Чемішгезек, Акпазар, Оваджик, Назиміє, Мазгирт.

## Населення
Відповідно до перепису 1885 року в провінції мешкало 575 314 особи. У 1912 року відповідно до відомостей Російської імперії з 450 тис. мешканців 182 тис. становили турки, 168 тис. — вірмени, 95 тис. — курди та 5 тис. — сирійських християн. Також перебували окремі групи народу заза. За даними османського уряду у 1914 році мешкало 446 379 мусульман, 971 — православних, 76 070 — вірних Вірменської Апостольської церкви, 8043 — протестантів, 3751 — католиків. Втім, стосовно кількості мусульман, на думку дослідників, цифри спеціально завищені, а християн — занижені.
З 1850-х років тут активно діяли протестантські місії з США та коледж Вірменської Євангельської церкви.

## Економіка
Основу становило землеробство: у великій кількості вирощували пшеницю. У санджаку Малатья були значними посіви рису, що давали гарні врожаї. Також було розвинено садівництво. 
Також зберігалося традиційне ремесло — виготовлення килимів, що було поширено насамперед у селах, велося старовинними верстатами.